# Panic! at the Disco
Panic! at the Disco (von 2008 bis 2009 in der Schreibung Panic at the Disco) war eine US-amerikanische Alternative-Rock-Band aus Las Vegas, Nevada, die von zwei High-School-Schülern gegründet wurde. Im Januar 2023 gab Sänger Brendon Urie das Ende der Band bekannt.

## Bandgeschichte
Ursprünglich wurde die Gruppe als blink-182-Coverband von den Schulfreunden Ryan Ross und Spencer Smith gegründet, später kamen Brendon Urie und Brent Wilson dazu. Der Bandname ist einer Textzeile des Liedes Panic von Name Taken aus dem Jahre 2004 entnommen: „Panic at the disco / Sat back and took it so slow / Are you nervous? Are you shaking? / Save compliments to praise complation / We don’t have to feel we fit in / We can move back / We can leave them“. Da Name Taken jedoch vielen Leuten nicht bekannt sind, erklärte die Band die Herkunft des Bandnamens auch anhand des Titels Panic von den Smiths.
Entdeckt wurde die Band durch Demoaufnahmen auf PureVolume – einen Link zu ihrer Seite hatten sie im Gästebuch der Webseite von Pete Wentz (Fall Out Boy) hinterlassen. Auch auf ähnlichen Websites stieg ihre Popularität. Schließlich wurde die US-Presse auf die Gruppe aufmerksam, und sie bekam ihren ersten Plattenvertrag. Am 17. Januar 2006 feierte die Band in der MTV-Show TRL die Videopremiere der ersten Single I Write Sins Not Tragedies. Am 4. Mai 2006 spielten Panic! at the Disco im Bürgerhaus Stollwerck in Köln erstmals ein Konzert in Deutschland. Es war ausverkauft.
Wilson verließ die Band im Mai 2006. Er wurde durch Jon Walker ersetzt. Am 1. September 2006 erhielt die Band den MTV Video Music Award, den sogenannten Moonman, in der Kategorie Video of the Year für ihr Musikvideo zu I Write Sins Not Tragedies und trat auch auf. Außerdem wurde das Video zu I Write Sins Not Tragedies mehr als 200 Millionen Mal auf der Internetseite YouTube angesehen. Bei dem amerikanischen Radiosender WHTZ wurde der Song zum meistgespielten Lied.
Am 22. März 2008 erschien ihr zweites Album Pretty. Odd. Es überraschte Fans und Kritiker mit einer musikalischen Neuausrichtung; die Band bot nun an The Beatles angelehnte Popsongs. Außerdem änderte sie ihren Namen in Panic at the Disco, also ohne Ausrufezeichen. Dieser Wandel stieß nicht nur bei Fans und Kritikern teilweise auf Ablehnung, sondern sorgte auch für zunehmende Meinungsverschiedenheiten innerhalb der Gruppe.
Am 7. Juli 2009 gab die Band daher schließlich den Ausstieg von Ryan Ross und Jon Walker bekannt. Während Urie und Smith weiter als Panic at the Disco Musik machen wollten, gaben Ross und Walker bekannt, sich auf andere Projekte konzentrieren zu wollen. Die Band soll sich nach eigenen Angaben ausschließlich aus künstlerischen Gründen und nicht wegen persönlicher Differenzen getrennt haben. Für Nachfolge wurde kurz darauf gesorgt, so dass der ehemalige The-Cab-Gitarrist Ian Crawford sowie der Ex-Bassist von The Brobecks, Dallon Weekes, die beiden fehlenden Mitglieder nun ersetzen. Nach der Trennung wurde auch das ! wieder in den Namen der Band eingefügt. Ross und Walker gründeten wenige Wochen später eine neue Band, The Young Veins.
Das dritte Studioalbum ist am 22. März 2011 unter dem Titel Vices & Virtues erschienen. Das vierte Studioalbum, Too Weird to Live, Too Rare to Die, folgte weltweit am 8. Oktober 2013.
Im April 2015 gab die Band bekannt, dass der Schlagzeuger Spencer Smith die Band verlässt. So wurde Panic! at the Disco fortan zum Soloprojekt des Leadsängers Urie.
Am 15. Januar 2016 erschien das fünfte Studioalbum Death of a Bachelor.
Am 22. Juni 2018 wurde das sechste Studioalbum Pray for the Wicked veröffentlicht.
In Deutschland wurde der Song High Hopes der Band für Halbzeiteinspieler bei Sportübertragungen und zum Abschluss mancher Sendungen bei Sky Sport verwendet.
Panic! at the Disco stehen unter Vertrag bei Decaydance Records, einem Sublabel von Fueled by Ramen Records, wo unter anderem auch Bands wie Fall Out Boy, Fun, The Hush Sound, The A.K.A.s, und Less Than Jake veröffentlichen.
Am 19. August 2022 wurde das siebte Studioalbum Viva Las Vengeance veröffentlicht.
Am 24. Januar 2023 verkündete Brendon Urie auf dem offiziellen Instagram-Kanal die Auflösung der Band.
Am 29. Oktober 2024 wurde ein Auftritt der Band für das When We Were Young Festival 2025 verkündet, auf dem unter anderem das erste Album in der Gänze gespielt werden soll. Es wäre der erste Auftritt nach der offiziellen Auflösung der Band. 

## Stil
Panic! at the Disco kombinieren Alternative-Rock mit Emo und Pop-Punk. Auf dem Debüt-Album findet man Poprock-Stücke, die durch Streicher, Akkordeon und nostalgischen Kirmessound ihre Individualität erhalten. Zudem sind tanzbare Indie-Discohits enthalten. Selbst bezeichnet die Band ihren Musikstil als eine Mischung aus Rock, Big Beat und Alternative. Aus der Reihe fällt dabei allerdings das zweite Album, das stärker am Poprock der 1960er und 1970er orientiert ist.

Panic! at the Disco Live @, Live Rock im Park 2016 in Nürnberg
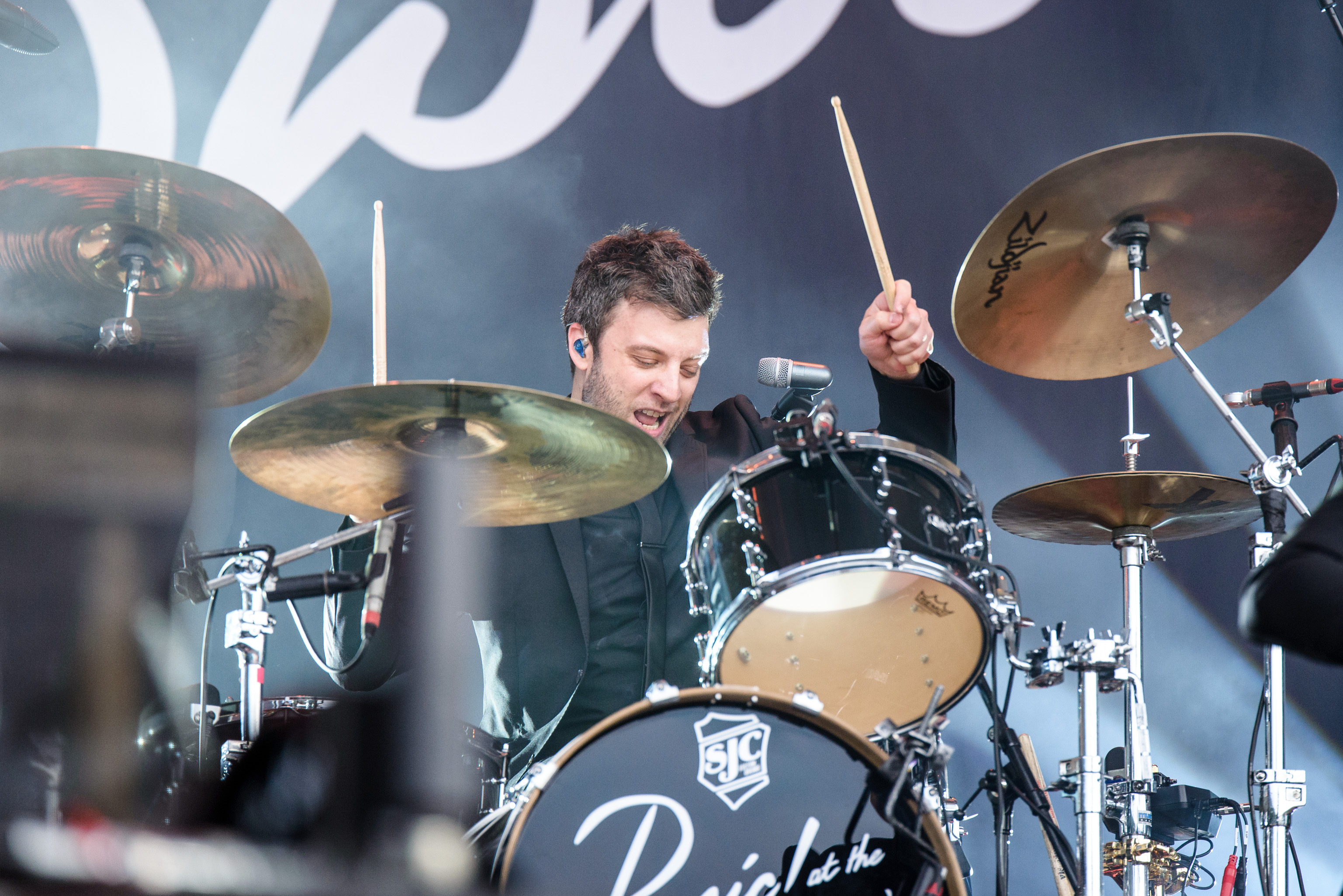
Dan Pawlovich
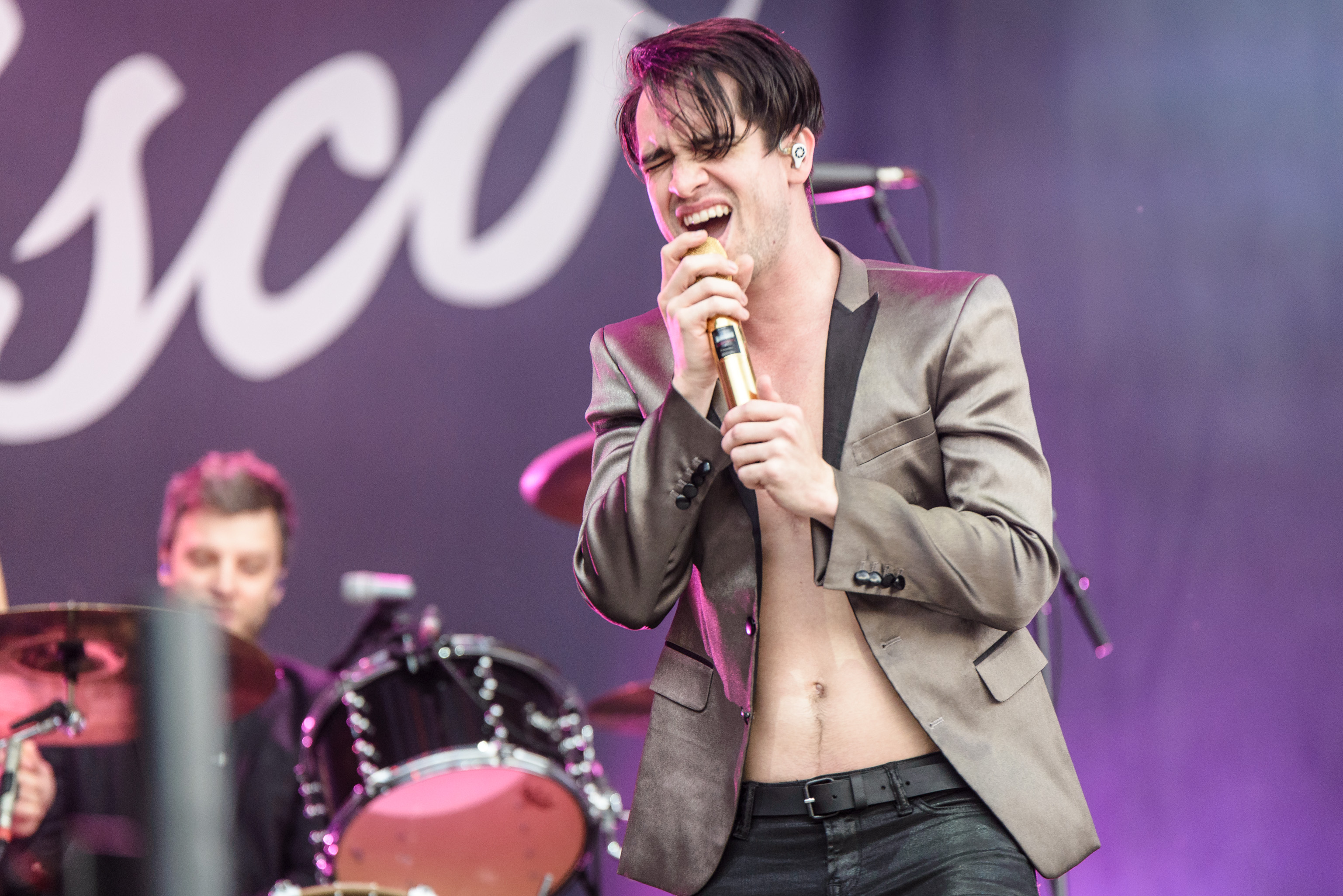
Brendon Urie
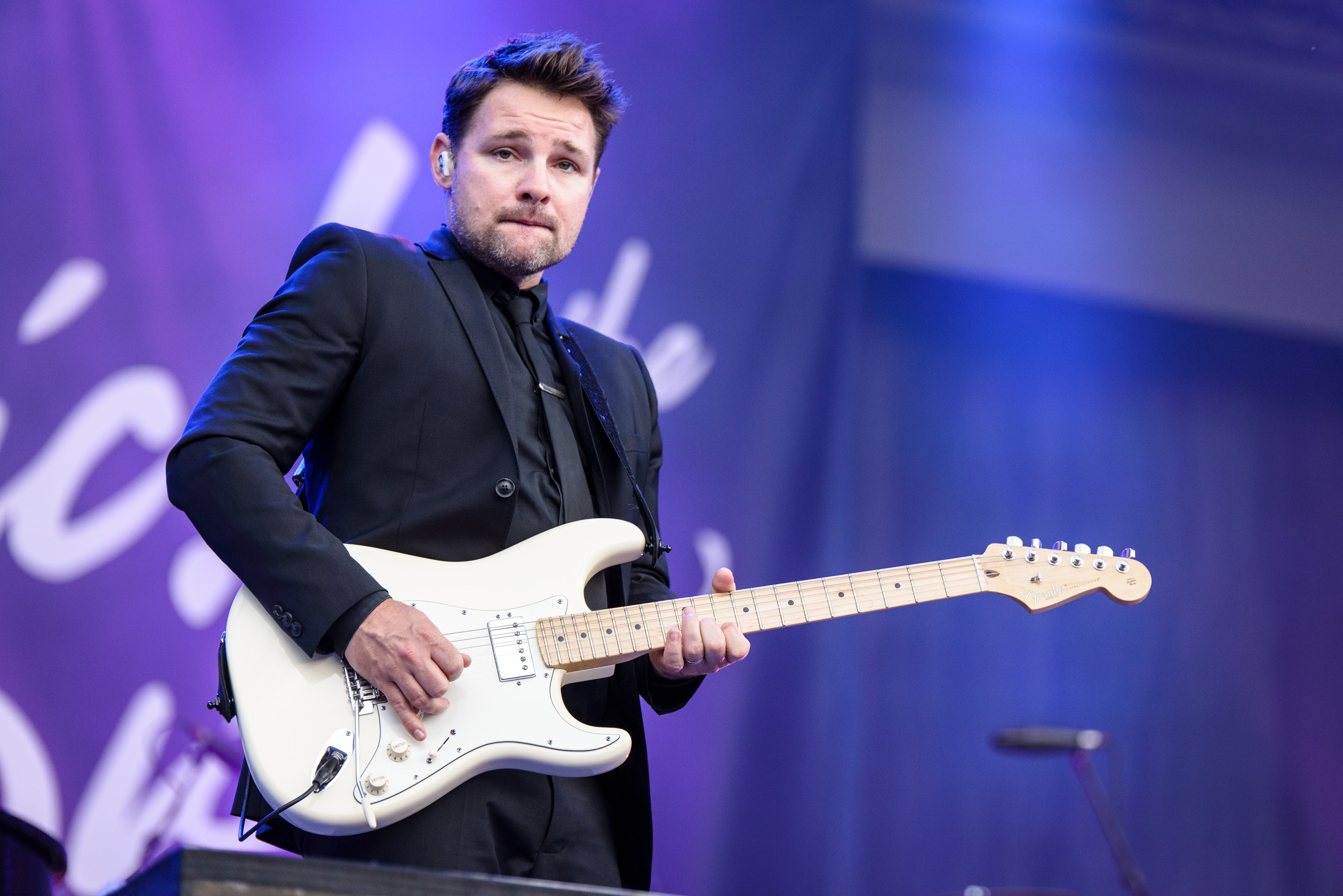
Kenneth Harris

## Diskografie
Studioalben

| Jahr | Titel Musiklabel                                                | Höchstplatzierung, Gesamtwochen, AuszeichnungChartplatzierungen (Jahr, Titel, Musiklabel, Platzierungen, Wochen, Auszeichnungen, Anmerkungen) | Höchstplatzierung, Gesamtwochen, AuszeichnungChartplatzierungen (Jahr, Titel, Musiklabel, Platzierungen, Wochen, Auszeichnungen, Anmerkungen) | Höchstplatzierung, Gesamtwochen, AuszeichnungChartplatzierungen (Jahr, Titel, Musiklabel, Platzierungen, Wochen, Auszeichnungen, Anmerkungen) | Höchstplatzierung, Gesamtwochen, AuszeichnungChartplatzierungen (Jahr, Titel, Musiklabel, Platzierungen, Wochen, Auszeichnungen, Anmerkungen) | Höchstplatzierung, Gesamtwochen, AuszeichnungChartplatzierungen (Jahr, Titel, Musiklabel, Platzierungen, Wochen, Auszeichnungen, Anmerkungen) | Anmerkungen                                                    |
| Jahr | Titel Musiklabel                                                | DE | AT | CH | UK | US | Anmerkungen                                                    |
| ---- | --------------------------------------------------------------- | --- | --- | --- | --- | --- | -------------------------------------------------------------- |
| 2005 | A Fever You Can’t Sweat Out Decaydance, Fueled by Ramen         | DE98 (4 Wo.)DE | AT37 (9 Wo.)AT | CH63 (2 Wo.)CH | UK17 Platin · (35 Wo.)UK | US13 ×4Vierfachplatin · (88 Wo.)US | Erstveröffentlichung: 27. September 2005 Verkäufe: + 4.500.000 |
| 2008 | Pretty. Odd. Decaydance, Fueled by Ramen                        | DE13 (4 Wo.)DE | AT5 (7 Wo.)AT | CH71 (2 Wo.)CH | UK2 Gold · (6 Wo.)UK | US2 Platin · (18 Wo.)US | Erstveröffentlichung: 21. März 2008 Verkäufe: + 1.140.000      |
| 2011 | Vices & Virtues Decaydance, Fueled by Ramen                     | DE64 (1 Wo.)DE | AT51 (1 Wo.)AT | CH90 (1 Wo.)CH | UK29 Silber · (4 Wo.)UK | US7 Gold · (13 Wo.)US | Erstveröffentlichung: 18. März 2011 Verkäufe: + 560.000        |
| 2013 | Too Weird to Live, Too Rare to Die! Decaydance, Fueled by Ramen | DE99 (1 Wo.)DE | AT70 (1 Wo.)AT | — | UK10 Gold · (3 Wo.)UK | US2 Platin · (109 Wo.)US | Erstveröffentlichung: 4. Oktober 2013 Verkäufe: + 1.147.500    |
| 2016 | Death of a Bachelor DCD2, Fueled by Ramen                       | DE23 (2 Wo.)DE | AT15 (3 Wo.)AT | CH41 (1 Wo.)CH | UK4 Platin · (102 Wo.)UK | US1 ×2Doppelplatin · (168 Wo.)US | Erstveröffentlichung: 15. Januar 2016 Verkäufe: + 2.415.000    |
| 2018 | Pray for the Wicked DCD2, Fueled by Ramen                       | DE8 (5 Wo.)DE | AT3 Platin · (4 Wo.)AT | CH13 (2 Wo.)CH | UK2 Gold · (46 Wo.)UK | US1 ×2Doppelplatin · (92 Wo.)US | Erstveröffentlichung: 22. Juni 2018 Verkäufe: + 2.285.000      |
| 2022 | Viva Las Vengeance DCD2, Fueled by Ramen                        | DE18 (1 Wo.)DE | AT46 (1 Wo.)AT | CH46 (1 Wo.)CH | UK5 (1 Wo.)UK | US13 (1 Wo.)US | Erstveröffentlichung: 19. August 2022                          |

## Auszeichnungen
- MTV Video Music Awards 2006
  - Video of the Year für I Write Sins Not Tragedies (Gewonnen)
  - Best Group Video für I Write Sins Not Tragedies
  - Best Rock Video für I Write Sins Not Tragedies
  - Best New Artist in a Video für I Write Sins Not Tragedies
  - Best Art Direction in a Video für I Write Sins Not Tragedies
- Grammy Awards 2008
  - Beste Box oder limitierte Spezialausgabe
- Grammy Awards 2009
  - Beste Box oder limitierte Spezialausgabe
- MTV Video Music Awards 2008
  - Best Pop Video für Nine in the Afternoon
  - Best Direction für Nine in the Afternoon
- Grammy Awards 2017
  - Bestes Rock Album für Death of a Bachelor
- American Music Awards 2018
  - Lieblingsküstler – Alternative (Gewonnen)
- iHeartRadio Music Awards 2019
  - Alternative Rock Song of the Year für High Hopes (Gewonnen)
  - Alternative Rock Album of the Year für Pray for the Wicked (Gewonnen)
- Billboard Music Awards 2019
  - Top Rock Album für Pray For The Wicked (Gewonnen)
  - Top Rock Single für High Hopes (Gewonnen)
- MTV Video Music Awards 2019
  - Bestes Rock Video für High Hopes (Gewonnen)